# Klautzenbach (Zwiesel)
Klautzenbach ist ein Ortsteil der Stadt Zwiesel im niederbayerischen Landkreis Regen. Bis 1971 bildete es eine selbstständige Gemeinde.

## Lage
Klautzenbach liegt etwa einen Kilometer nordwestlich von Zwiesel an der Straße nach Rabenstein.

## Geschichte
Klautzenbach wurde gemeinsam mit den Dörfern Flanitz, Griesbach und Lindberg zwischen 1345 (Freiheitsbrief und Erbrecht sowie Waldrechte-Verleihung) und 1356, der ersten Erwähnung dieser Orte, gegründet. In der entsprechenden Urkunde von Kloster Niederaltaich, in der es um die Abgrenzung der Pfarrsprengel von Regen und Frauenau ging, werden auch Lintperg, Griespach, Clauczenpach und Fladnicz erwähnt, die vom Vikariat Zwiesel der Pfarrei Regen pastoriert werden sollten.
Wenig später muss Innenried (mit Außenried und Zwieselberg) gegründet worden sein. Diese Ortsnamen erscheinen erstmals in einer Urkunde des Jahres 1409. Besiedelt wurden diese Dörfer, bei denen es sich um typische Bauerndörfer handelt, von der Propstei Rinchnach des Klosters Niederaltaich. Sie gehörten in die sogenannte Herrschaft Zwiesel und seelsorgerisch zur Pfarrei Zwiesel. 
Aus dem Steuerdistrikt Klautzenbach ging 1818 die gleichnamige Gemeinde hervor. Nach Verhandlungen von 1854 bis 1866 wurde durch Entscheid des Innenministeriums am 15. August 1866 das Glashüttengut Rabenstein von der Gemeinde Klautzenbach abgetrennt und zu einer eigenen Gemeinde formiert. Das Gebiet der Gemeinde Klautzenbach umfasste seither die Dörfer Klautzenbach und Innenried, in denen zum Zeitpunkt der Eingemeindung rund 500 Einwohner auf 772 ha Gemeindefläche lebten. Die Einöde Fällenrechen wird nur 1888 als Ortsteil erwähnt. Die Gemeinde gehörte bereits vom 1. Januar 1946 bis zum 1. Januar 1948 zu Zwiesel. Im Rahmen der Gebietsreform in Bayern wurde sie zum 1. Oktober 1971 in die Stadt Zwiesel eingemeindet. 

## Sehenswürdigkeiten
- Hofmann-Kapelle. Sie wurde 1963 erbaut.

## Vereine
- SpVgg Rabenstein-Klautzenbach
- Freiwillige Feuerwehr Klautzenbach e. V.
- Schnupferverein Klautzenbach
- Fischereiverein Klautzenbach
- Eisstockclub Klautzenbach